# Himantopterus caudata
Himantopterus caudata is een vlinder uit de familie van de Himantopteridae. De wetenschappelijke naam van de soort is voor het eerst geldig gepubliceerd in 1879 door Moore.